# Йозеф Чтиржокий
Йозеф Чтиржокий (чеськ. Josef Čtyřoký, 30 вересня 1906, Сміхов — 11 січня 1985) — чехословацький футболіст, що грав на позиції захисника, зокрема, за празькі клуби «Славія» та «Спарта», а також національну збірну Чехословаччини, у складі якої — срібний призер чемпіонату світу 1934 року.

## Клубна кар'єра
У дорослому футболі дебютував 1925 року виступами за команду клубу «Славія», в якій провів три сезони. У першому ж сезоні став у складі команди чемпіоном Чехословаччини
Згодом протягом 1928—1930 років захищав кольори команди клубу «Кладно».
1930 року перейшов до празької «Спарти», за яку відіграв дев'ять сезонів, у чотирох з яких команда виходила переможцем національної першості. 1935 року став у складі «Спарти» володарем Кубка Мітропи, одного з перших європейських міжнародних клубних трофеїв. Завершив професійну кар'єру футболіста виступами за команду «Спарта» (Прага) у 1939 році.
Помер 11 січня 1985 року на 79-му році життя.

## Виступи за збірну
1931 року дебютував в офіційних матчах у складі національної збірної Чехословаччини. Протягом кар'єри у національній команді, яка тривала 8 років, провів у її формі 42 матчі. За цей час тричі брав участь у складі збірної учасником розіграшів Кубка Центральної Європи.
А 1934 року був учасником тогорічного чемпіонату світу в Італії, на якому чехословаки здобули «срібло», поступившись лише у додатковий час фінальної гри турніру команді-господарів.

## Титули і досягнення
- Чемпіон Чехословаччини (5):

«Славія»: 1925
«Спарта» (Прага): 1931-1932, 1935-1936, 1937-1938, 1938-1939
- Володар Кубка Мітропи (1):

«Спарта» (Прага): 1935
- Віце-чемпіон світу: 1934